# 山本駅 (佐賀県)
山本駅（やまもとえき）は、佐賀県唐津市山本にある、九州旅客鉄道（JR九州）の駅である。

## 概要
唐津市中心部から南へ6km程離れた郊外の山本地区に位置する。当駅の所属線である唐津線と、当駅を起点とする筑肥線（西区間）の2路線が乗入れている。なお、筑肥線列車は全列車が唐津線に乗入れて唐津駅または西唐津駅始発・終着で運行される。
かつて当駅は唐津線と筑肥線の唯一の接続駅で、加えて岸嶽駅へ至る唐津線岸嶽支線の起点でもあったため5方向に線路が延びており、唐津市内の鉄道の乗換駅として賑わい、急行「平戸」も停車していた。しかし1971年に岸嶽支線が廃止され、1983年には筑肥線の新線開業・部分廃止によって唐津線と筑肥線姪浜駅・博多駅方面との接続機能が当駅から唐津駅に移行したため、往年の賑わいは失われた。
現在も唐津線と筑肥線伊万里駅方面との接続機能は残されているが乗換客は少なく、唐津市と佐賀市、伊万里市を結ぶ2つの路線それぞれの中間駅としての意味合いが強くなっている。
- 筑肥線部分廃止の詳細は唐津市#筑肥線の電化と新線開業を参照

## 歴史
- 1898年（明治31年）12月1日：唐津興業鉄道（唐津線の前身）の駅として開設[2]。
- 1912年（明治45年・大正元年）
  - 1月17日：唐津線貨物支線の当駅 - 岸嶽駅間が開業（岸嶽支線[5]）。
  - 9月21日：岸嶽支線の旅客営業開始[5]。
- 1929年（昭和4年）4月1日：北九州鉄道（筑肥線の前身）の東唐津駅 - 当駅間が開業。鉄道省と北九州鉄道の乗換駅となる[6]。
- 1935年（昭和10年）3月1日：北九州鉄道当駅 - 伊万里駅間開通。
- 1937年（昭和12年）10月1日：北九州鉄道が国有化され鉄道省筑肥線となる[6]。
- 1971年（昭和46年）8月20日：唐津線岸嶽支線廃止[5]。
- 1983年（昭和58年）3月22日：筑肥線虹ノ松原駅 - 和多田駅 - 唐津駅間（新ルート）が開通、虹ノ松原駅 - 久里駅 - 当駅間（旧ルート）が廃止される。同時に当駅 - 唐津駅間を唐津駅と筑肥線の重複区間としたため、この時点では筑肥線は1本の路線として継続。業務委託駅となる[7]。
- 1985年（昭和60年）1月20日：無人駅化[3]。
- 1987年（昭和62年）4月1日：国鉄分割民営化に伴い、JR九州に移管[2]。これに合わせて当駅 - 唐津駅間を唐津線単独区間に戻したため筑肥線は東西2本に分断され、当駅は西区間の起点となる。

## 駅構造
単式ホーム1面1線と島式ホーム1面2線、計2面3線を有する地上駅である。筑肥線部分廃止までは島式ホーム1面2線がもう1面あり3面5線、さらに岸嶽支線が廃止されるまでは単式ホームの南寄りに切欠きホーム0番線があって3面6線であった。木造駅舎を有する。
駅舎は1912年（大正元年）建設の木造平屋であるが、1985年に無人駅となっている。出札口部分だけ板で塞がれている。自動券売機が設置され駅構内で切符を購入することが可能。

### のりば
| ホーム | 路線    | 方向 | 行先             |
| ------ | ------- | ---- | ---------------- |
| 1      | ■唐津線 | 下り | 唐津・西唐津方面 |
| 2      | ■唐津線 | 上り | 佐賀方面         |
| 2      | ■筑肥線 | -    | 伊万里方面       |
| 3      | ■唐津線 | 下り | 唐津・西唐津方面 |
| 3      | ■筑肥線 | -    | 伊万里方面       |

## 利用状況
2021年度の1日平均乗車人員は249人である。
近年の1日平均乗車人員の推移は以下の通り。
| 年度   | 1日平均 乗車人員 | 出典   |
| ------ | ---------------- | ------ |
| 2000年 | 361              | -      |
| 2001年 | 363              | -      |
| 2002年 | 369              | -      |
| 2003年 | 394              | -      |
| 2004年 | 387              | -      |
| 2005年 | 353              | -      |
| 2006年 | 347              | -      |
| 2007年 | 357              | -      |
| 2008年 | 353              | -      |
| 2009年 | 353              | -      |
| 2010年 | 344              | -      |
| 2011年 | 338              | -      |
| 2012年 | 349              | -      |
| 2013年 | 366              | -      |
| 2014年 | 330              | -      |
| 2015年 | 313              | -      |
| 2016年 | 319              | [ 9 ]  |
| 2017年 | 346              | [ 10 ] |
| 2018年 | 339              | [ 11 ] |
| 2019年 | 304              | [ 12 ] |
| 2020年 | 254              | [ 13 ] |
| 2021年 | 249              | [ 8 ]  |
| 2022年 | 非公表           | [ 14 ] |

## 駅周辺
- 国土交通省九州地方整備局唐津維持出張所
- 佐賀県立唐津工業高等学校
- 佐賀県立唐津特別支援学校
- 唐津市立鬼塚中学校
- 唐津自動車学校
- 山本郵便局
- 久里双水古墳
- 唐津信用金庫 山本支店

### バス路線
山本駅すぐ前の国道203号沿いに、昭和自動車（昭和バス）の山本バス停がある。唐津市内、旧北波多村等への路線バスや、高速バス「いまり号」も停車するため（福岡市、伊万里市両方向共乗降車可能）、JRとバスの乗継にも利用されている。
- 【高速】「いまり号」 福岡（博多バスターミナル・福岡空港）行、伊万里行
- （鬼塚駅経由）唐津大手口行
- 久里・東唐津駅経由、唐津大手口行
- 北波多行き
- 多久駅北口経由、佐賀駅バスセンター行き

## 隣の駅
九州旅客鉄道（JR九州）
■唐津線
本牟田部駅 - 山本駅 - 鬼塚駅
■筑肥線（西唐津駅 - 当駅間唐津線）
鬼塚駅 - 山本駅 - 肥前久保駅

### かつて存在した路線
日本国有鉄道
筑肥線
久里駅 - 山本駅
唐津線（岸嶽支線）
山本駅 - 牟田部駅
鉄道院
唐津線（貨物支線）
山本駅 - 鹿ノ口駅